# Townshend Island
Townshend Island è un'isola che si trova lungo la Capricorn Coast nel Queensland centrale, in Australia, a nord di Rockhampton. Appartiene alla Contea di Livingstone.
Townshend Island si trova nella Shoalwater Bay, a nord della penisola Warginburra e a est della penisola Torilla. Accostata a nord-ovest di Townshend Island si trova Leicester Island.
L'area che circonda la Shoalwater Bay è di proprietà della Forze Armate Australiane, che la usano per operazioni di addestramento militare. L'area in questione copre circa 4537 km² e include la penisola di Warginburra, la penisola di Torilla, Townshend Island, Leicester Island e una parte considerevole dell'entroterra di Shoalwater Bay.

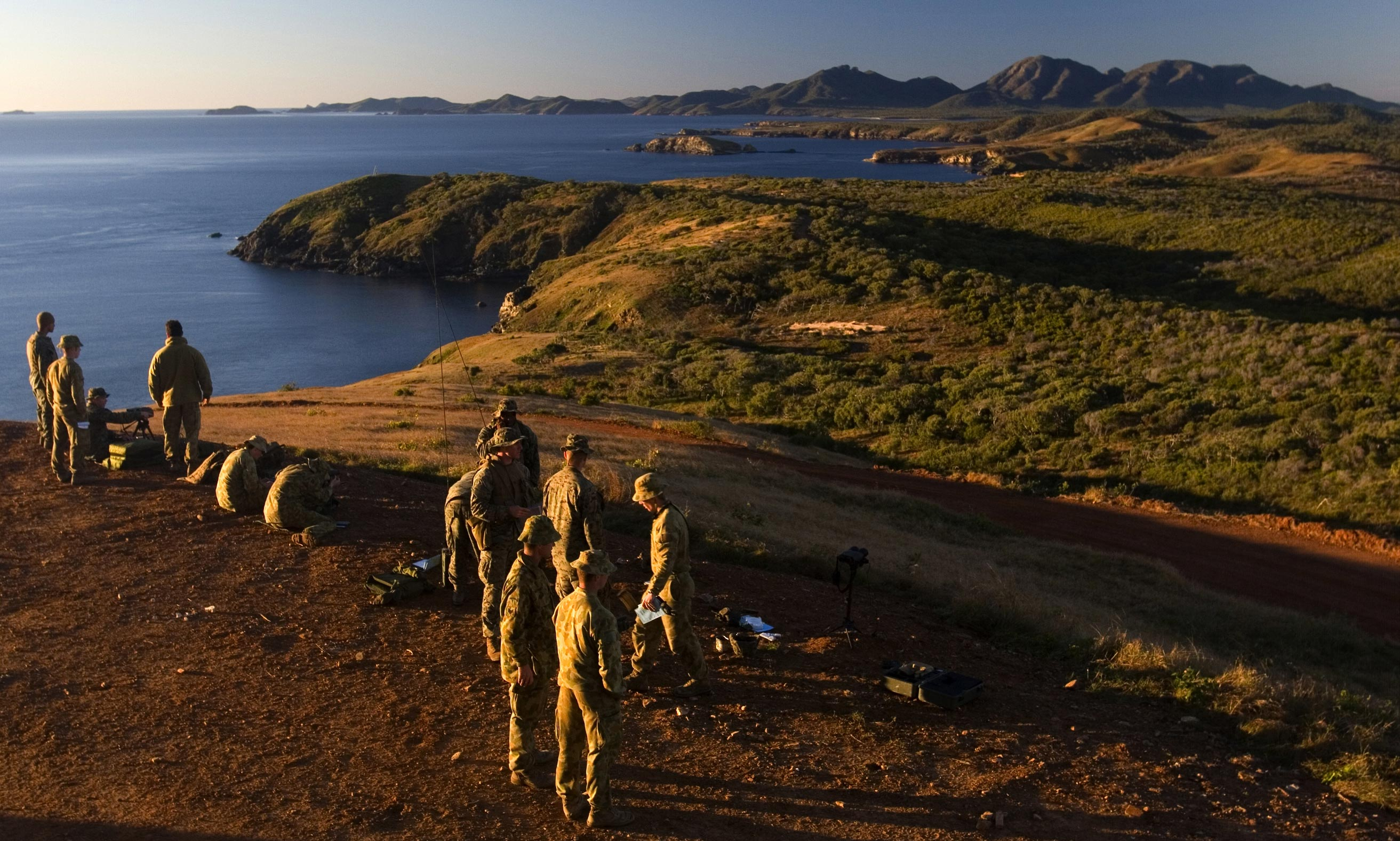
Esercitazioni militari a Townshend Island

## Storia
Cape Townshend, a nord dell'isola, fu così denominata dal capitano James Cook, il 28 maggio 1770 durante il suo primo viaggio a bordo della HMS Endeavour, in onore di Charles Townshend, Cancelliere dello Scacchiere nel 1767. Cook non si era accorto che si trattava di un'isola, come affermò in seguito Matthew Flinders, il quale estese il nome all'isola il 26 agosto 1802.